# History (nhóm nhạc)
History (tiếng Hàn Quốc: 히스토리)  là một nhóm nhạc nam Hàn Quốc được thành lập bởi LOEN Entertainment vào năm 2013. Nhóm ra mắt vào ngày 26 tháng 4 năm 2013 với bài hát "Dreamer", có lời tường thuật về người bạn cùng công ty của nhóm là ca sĩ IU. Đây là nhóm nhạc nam đầu tiên của LOEN Entertainment. Nhóm chính thức tan rã vào ngày 12 tháng 5 năm 2017.

## Lịch sử nhóm

### Trước khi ra mắt
LOEN Entertainment thông báo vào ngày 12 tháng 4 năm 2013 rằng sẽ ra mắt nhóm nhạc nam đầu tiên có tên "History" vào ngày 26 của tháng đó. Đồng thời, nhóm đã tiết lộ hai thành viên của nhóm, Kim Si-hyoung (người đã xuất hiện trước đây trong Ulzzang Generation Season 3) và Jang Yi-jeong (người đã xuất hiện trong Birth of a Great Star 2).
Trước khi ra mắt, Na Do-kyun từng là giọng ca chính cho nhóm nhạc rock/ballad Buzz với nghệ danh Na Yul, trong khi Song Kyung-il từng là vũ công xuất hiện trong "Beautiful Dancer" của IU và "Vista" của Fiestar, cũng như các màn trình diễn "Cruel Fairy Tale" của IU trên SBS Inkigayo và GD TV. Kyung-il cũng là một phần của nhóm nhạc Nuthang trên thực tế (phát âm là 'new-thang'), có các thành viên bao gồm G-Dragon của Big Bang và T.O.P cùng những nhân vật khác.

### 2013: Ra mắt với "Dreamer",Just Now, vàBlue Spring
Vào tháng 4 năm 2013, LOEN Entertainment đã phát hành một đoạn teaser đầu tiên cho nhóm do IU đóng vai chính, có tựa đề "Do you know us?". Một loạt đoạn giới thiệu video giới thiệu năm thành viên có tựa đề 'Real Dating Tip Book' cũng đã được phát hành  và thông báo rằng nữ diễn viên kiêm ca sĩ Son Dam Bi sẽ xuất hiện trong video âm nhạc sắp tới cho đĩa đơn đầu tay của nhóm, "Dreamer". Đĩa đơn do Lee Min-soo sáng tác và Kim Eana viết lời, có phần tường thuật của IU và phần rap do Misung của Sunny Hill viết. Nhóm đã có buổi biểu diễn phát sóng trực tiếp đầu tiên trên Show! Music Core.
Vào ngày 20 tháng 8, History đã phát hành đĩa đơn "Tell Me Love" (do Choi Hyun-joon của V.O.S và nhà soạn nhạc Lim Kwang-wook sản xuất, với phần lời Kebee của Eluphant) và mini-album Just Now.
Mini-album thứ hai Blue Spring của nhóm được phát hành vào tháng 11 cùng năm, do Cho Young-chul sản xuất và Kim Eana viết lời. Ca khúc chủ đề, "What Am I To You", được phát hành vào ngày 26 tháng 11  với một video âm nhạc do Hwang Su-ah đạo diễn, người trước đây đã làm việc với các đĩa đơn của IU "The Red Shoes" và "Good Day" cũng như "Bloom" của Gain. Ngay sau đó, Yijeong góp mặt trong đĩa đơn "Friday" của IU trong repackaged album Modern Times- Epilogue. Đĩa đơn đã thành công trong nước và quốc tế, đứng ở vị trí số một trên Billboard K-pop Hot 100.

### 2014–2017:Desire,Beyond the History,Himvà tan rã
Vào ngày 23 tháng 6 năm 2014, History đã trở lại với EP Desire gồm 5 ca khúc, bao gồm ca khúc chủ đề  "Psycho", được sáng tác bởi Lee Min-soo và East4A với phần lời của Kim Eana. Yijeong tham gia viết lời cho ca khúc "I Got U" và "Blue Moon". Nhà sản xuất lâu năm Cho Young-chul, người trước đây đã từng làm việc cho đĩa đơn đầu tay "Dreamer" của History và các mini-album trước đó của nhóm Just Now và Blue Spring , cũng tham gia vào quá trình sản xuất EP.
History đã phát hành EP thứ tư của nhóm Beyond the History vào ngày 20 tháng 5 năm 2015, cùng với ca khúc chủ đề "Might Just Die".
Năm sau, vào ngày 11 tháng 4 năm 2016, nhóm phát hành EP thứ năm là Him, với ca khúc chủ đề "Queen".
Nhóm đã chính thức thông báo sẽ tan rã vào ngày 12 tháng 5 năm 2017, với việc Kyungil nhập ngũ như một phần của nghĩa vụ quân sự bắt buộc Hàn Quốc và các thành viên còn lại phải nhập ngũ sớm. Tất cả các thành viên vẫn ký hợp đồng với Loen Entertainment, nhưng sau khi thực hiện nghĩa vụ quân sự, nhóm sẽ tập trung vào các hoạt động cá nhân và sẽ không còn ký kết hợp đồng với LOEN Entertainment.

## Thành viên

### Cựu thành viên
| Tên khai sinh | Tên khai sinh | Tên khai sinh | Tên khai sinh    | Tên khai sinh | Tên khai sinh     | Tên khai sinh     | Tên khai sinh                | Tên khai sinh      | Tên khai sinh  | Tên khai sinh | Tên khai sinh     |
| Nghệ danh     | Latinh        | Hangul        | Kana             | Hanja         | Hán-Việt          | Ngày sinh         | Vai trò                      | Chiều cao          | Cân nặng       | Nhóm máu      | Nơi sinh          |
| ------------- | ------------- | ------------- | ---------------- | ------------- | ----------------- | ----------------- | ---------------------------- | ------------------ | -------------- | ------------- | ----------------- |
| Kyungil       | Song Kyung-il | 송경일        | ソン・ギョンイル | 宋京日        | Tống Khánh Nhất   | 28 tháng 11, 1987 | Leader, Rapper, Sub Vocalist | 1,83 m (6 ft 0 in) | 72 kg (158 lb) | A             | Hàn Quốc          |
| Dokyun        | Na Do-kyun    | 나도균        | 私も             | 娜多均        | Na Độ Khuê        | 11 tháng 2, 1991  | Main Vocalist                | 1,84 m (6 ft 0 in) | 65 kg (143 lb) | O             | Daejeon, Hàn Quốc |
| Sihyoung      | Kim Si-hyoung | 김시형        | キム・シヒョン   | 金时亨        | Kim Thủy Vinh     | 15 tháng 5, 1992  | Main Rapper, Visual          | 1,82 m (6 ft 0 in) | 63 kg (138 lb) | A             | Hàn Quốc          |
| Jaeho         | Kim Jae-ho    | 김재호        | キム・ジェホ     | 金在浩        | Kim Thái Hạo      | 17 tháng 9, 1992  | Rapper, Sub Vocalist         | 1,74 m (5 ft 9 in) | 58 kg (127 lb) | B             | Hàn Quốc          |
| Yijeong       | Jang Yi-jeong | 장이정        | チャン・イジョン | 张正正        | Trương Nghi Trịnh | 10 tháng 9, 1993  | Main Vocalist, Maknae        | 1,73 m (5 ft 8 in) | 58 kg (127 lb) | A             | Jinju, Hàn Quốc   |

- Chú thích: In đậm là nhóm trưởng

## Danh sách đĩa nhạc

### Đĩa mở rộng
| Tên                | Chi tiết album | Thứ hạng cao nhất | Thứ hạng cao nhất | Doanh số                    |
| Tên                | Chi tiết album | KOR               | JPN               | Doanh số                    |
| ------------------ | --- | ----------------- | ----------------- | --------------------------- |
| Just Now           | - Phát hành: 20 tháng 8 năm 2013 - Nhãn: LOEN Entertainment - Định dạng: CD, tải xuống kỹ thuật số Theo dõi danh sách 1. Tell Me Love (열대야) 2. Blind 3. Ma Red Night 4. Why Not 5. Tell Me Love (열대야) inst.                                 | 19                | —                 | - KOR: 1,711+               |
| Blue Spring        | - Phát hành: 28 tháng 11 năm 2013 - Nhãn: LOEN Entertainment - Định dạng: CD, tải xuống kỹ thuật số Theo dõi danh sách 1. What Am I To You? (난 너한테 뭐야?) 2. Hello 3. Tomorrow 4. Easy (신파) 5. What Am I To You? (난 너한테 뭐야?) inst.    | 16                | —                 | - KOR: 2,069+               |
| Desire             | - Phát hành: 23 tháng 6 năm 2014 - Nhãn: LOEN Entertainment - Định dạng: CD, tải xuống kỹ thuật số Theo dõi danh sách 1. I Got U 2. Psycho (싸이코) 3. Nobody Nowhere (태양은 없다) 4. It's Alright 5. Blue Moon                                  | 10                | —                 | - KOR: 2,627+               |
| Beyond The History | - Phát hành: 21 tháng 5 năm 2015 - Nhãn: LOEN Entertainment - Định dạng: CD, tải xuống kỹ thuật số Theo dõi danh sách 1. Mind Game 2. Might Just Die (죽어버릴지도 몰라) 3. Ghost 4. Slow Down 5. 1Century (Yi Jeong Solo)                        | 8                 | —                 | - KOR: 2,085+               |
| Him                | - Phát hành: 10 tháng 4 năm 2016 - Nhãn: LOEN Entertainment - Định dạng: CD, tải xuống kỹ thuật số Theo dõi danh sách 1. Wild Boy 2. Queen 3. Baby, Hello 4. Whenever (그럴 때면) (Do Kyun Solo) 5. Lost 6. Liar 7. Wild Boy inst. 8. Queen inst. | 3                 | 27                | - KOR: 45,048 - JPN: 16,246 |

### Đĩa đơn
| Tên     | Chi tiết album | Thứ hạng cao nhất | Doanh số      |
| Tên     | Chi tiết album | KOR               | Doanh số      |
| ------- | --- | ----------------- | ------------- |
| Dreamer | - Phát hành: 26 tháng 4 năm 2013 - Nhãn: LOEN Entertainment - Định dạng: CD, tải xuống kỹ thuật số Theo dõi danh sách 1. Dreamer (narr. IU) 2. D-Day 3. The Last Time | 13                | - KOR: 1,515+ |

### Nhiều đĩa đơn khác
| Tên                                                                                         | Năm  | Thứ hạng cao nhất | Thứ hạng cao nhất | Doanh số       | Album               |
| Tên                                                                                         | Năm  | KOR               | JPN               | Doanh số       | Album               |
| ------------------------------------------------------------------------------------------- | ---- | ----------------- | ----------------- | -------------- | ------------------- |
| "Dreamer" (narr. IU)                                                                        | 2013 | 73                | —                 | - KOR: 56,564  | Dreamer             |
| "Tell Me Love" (열대야)                                                                     | 2013 | 85                | —                 | - KOR: 20,501  | Just Now            |
| "What Am I To You?" (난 너한테 뭐야?)                                                       | 2013 | 183               | —                 | - KOR: 9,789   | Blue Spring         |
| "Psycho" (싸이코)                                                                           | 2014 | —                 | —                 |                | Desire              |
| "Might Just Die" (죽어버릴지도 몰라)                                                        | 2015 | —                 | —                 | - KOR: 7,615   | Beyond The History  |
| "My Love" (消えてしまった)                                                                  | 2015 | —                 | 7                 | - JPN: 17,200+ | Đĩa đơn ngoài album |
| "Lost"                                                                                      | 2015 | —                 | 6                 | - JPN: 34,300+ | Him                 |
| "Queen"                                                                                     | 2016 | —                 | —                 |                | Him                 |
| "—" cho biết bài hát không lọt vào bảng xếp hạng hoặc không được phát hành tại khu vực này. |      |                   |                   |                |                     |

## Giải thưởng
| Năm  | Giải thưởng                         | Danh mục                  | Kết quả |
| ---- | ----------------------------------- | ------------------------- | ------- |
| 2013 | Giải thưởng âm nhạc Melon lần thứ 5 | Nghệ sĩ mới xuất sắc nhất | Đề cử   |
| 2014 | Giải thưởng đĩa vàng lần thứ 28     | Ngôi sao mới nổi          | Đề cử   |